# Brüder Feldgen
Unter dem Namen Brüder Feldgen wurden die beiden aus Homberg bei Duisburg stammenden Brüder Heinrich „Henn“ Feldgen (* 1897; † 15. Februar 1976 in Kamp-Lintfort) und Bernhard „Bernd“ Feldgen (* 1899; † 7. Mai 1980 in Moers) während ihrer Reise mit einem Riesenfass rund um Deutschland berühmt.

## Leben

### Frühe Jahre
Heinrich „Henn“ Feldgen und Bernhard „Bernd“ Feldgen wurden 1897 bzw. 1899 als Söhne des Bergmanns Heinrich Feldgen und seiner Ehefrau Klara Wilhelmine, geborene Ruh geboren. Sie wuchsen zusammen mit drei jüngeren Geschwistern in einem Haus in der Schillerstraße 111 in Homberg auf, das heute ein Stadtteil von Duisburg ist. Die Brüder verdienten als Kirmesboxer ihr Geld und durften in den Räumlichkeiten des Homberger Boxclubs ABC trainieren.
Bereits in der Jugendzeit galten die Brüder als „Stadtoriginale“, über die man sich Geschichten erzählte. So soll Henn Feldgen zeitweise als Fischereiaufseher für die Zeche Rheinpreußen in Homberg tätig gewesen sein. Immer wieder fielen sie allerdings auch durch Gewalt auf.

### Mit einem Riesenfass rund um Deutschland
Berühmt wurden die Brüder über eine Wette, die sie in den 1920er Jahren mit den beiden Vorsitzenden des Homberger Boxclubs abschlossen. Sie wetteten, dass sie ein Fass mit einem Mindestgewicht von sieben Zentnern innerhalb von zwei Jahren rund um Deutschland ziehen konnten. Das Fass durfte nicht angehängt werden und es durften keine Bremsen genutzt werden. Schlafen sollten die Brüder im Fass. Bei Nichteinlösen der Wette war eine Strafe von 1.000 Reichsmark vorgesehen.
Beim Bau des großen Fasses wurden die Brüder von einigen lokalen Firmen unterstützt. Unter anderem lieferte die Schiffswerft Nolden aus Essenberg die Hauptachse und eine Deichsel. Über eine Klapptür in der Seitenwand gelang der Einstieg in das Fass, in dem Staumöglichkeiten für Wäsche und Kleidung vorhanden war. Um die Reise zu finanzieren, produzierten die Brüder mehrere Ansichtskarten, deren Begleittext teilweise von nationalistischen Tönen durchzogen waren. Am 8. März 1925 um fünf Uhr früh starteten die Brüder ihre Tour.
In den folgenden zwei Jahren waren die Brüder auf über 7.600 Kilometern rund um Deutschland unterwegs. Als feste Etappenziele waren die Orte Krefeld, Düsseldorf, Dortmund, Elmshorn, Husum, Flensburg, Kiel, Stralsund, Rügen, Lauenburg, Berlin, Breslau, Hirschberg a. d. Saale, Dresden, Hof, München, der Bodensee, Freiburg im Breisgau, Karlsruhe, Mannheim, Wiesbaden, Koblenz, Köln und Duisburg vereinbart worden. An jedem Ziel mussten die Brüder zur örtlichen Polizeistelle gehen, wo ihnen ein Aufenthaltsstempel als Beweis gegeben wurde.
Die Reise der Brüder wurden in den Lokalzeitungen entlang der Route angekündigt. Die Feldgen Brüder traten vor Ort außerdem immer wieder als Spender für Armenkassen und Blindenanstalten auf. Nachdem das Fass Ende 1925 in Schneidemühl hinter Berlin zu Bruch ging, bauten die Brüder ein neues, schwereres. Das „Bergfest“ wurde in Bautzen begangen, wovon das örtliche Bautzener Tageblatt ausführlich berichtete. Wahrscheinlich hatten die Brüder inzwischen einen Hund, der ihnen auf der Reise zugelaufen war. Die Brüder Feldgen wurden während der Reise auch von einem US-amerikanischen Filmteam begleitet. Ihre Reise wurde in der Folge auch international in Kino-Wochenschauen gezeigt. Im Juli 1926 erreichten die Brüder den Bodensee und beteiligten sich an der 1100-Jahr-Feier der Stadt Radolfzell.
Die Reise der berühmten Brüder wurde auch von Nachahmern genutzt. Am 16. Oktober 1926 starteten Fritz Thiele und Kurt Altenburger mit dem Esel Hans unter dem Motto „drei rheinische Jungens rund um Deutschland“ mit einem Planwagen auf eine ähnliche Tour, die allerdings ein ungleich geringeres Medienecho nach sich zog.
Bereits am 6. Februar 1927, einen Tag früher als die Wette endete, erreichten die Brüder Feldgen über die Homberger Rheinbrücke ihre Heimatstadt. Begleitet wurden sie von einer großen Menschenmenge. Schließlich wurden sie am Hochheider Markt empfangen.

### Späte Jahre
In den folgenden Jahren unternahmen die Brüder weitere Reisen, die sie auch außerhalb Deutschlands und Europas führten. Ein auf einem Auflieger befestigtes Boot, das von einem Motorrad gezogen wurde, diente ihnen als Unterkunft auf einer Reise über die Alpen bis nach Nordafrika. Die beiden Brüder waren später außerdem an einer Filmexpedition in Afrika beteiligt.
Henn Feldgen ließ sich in den 1930er Jahren als Fischer in Homberg nieder und arbeitete in den folgenden Jahren mit einem Aalschokker auf dem Rhein. Das Wirken der beiden Brüder während der Zeit des Nationalsozialismus ist nicht bekannt. Nach dem Zweiten Weltkrieg wurde Henn während einer illegalen Überfahrt über den Rhein angeschossen. Heinrich „Henn“ Feldgen starb am 15. Februar 1976 in Kamp-Lintfort, Bernhard „Bernd“ Feldgen am 7. Mai 1980 in Moers.